# El Huisache
El Huisache, även benämnd Tercera Manzana de Dexcani Alto, är en ort i Mexiko, tillhörande kommunen Jilotepec i den västra delen av delstaten Mexiko. Orten hade 716 invånare vid folkräkningen 2010.